# Південноуральська АЕС
Південноуральська атомна електростанція (рос. Южно-Уральская АЭС) — недобудована атомна електростанція в Росії. Розташоване в Челябінській області, приблизно в 140 км на північний захід від міста Челябінськ на Уралі, між містом Озьорськ і селом Метліно. Це мала бути нетрадиційна атомна електростанція на базі реакторів-розмножувачів, яку передбачалося розмістити біля відомого «Маяка» на закритій території.
Електростанція не була добудована через розпад Радянського Союзу та подальші фінансові труднощі Росії. У майбутньому на місці планується будівництво кількох нових реакторів.

## Історія та технічна інформація

### Початки
Радянський Союз був особливо зацікавлений у досягненні замкнутого паливного циклу, який мав включати використання реакторів-розмножувачів на додаток до різних заводів з переробки. У 1984 році почалися роботи по будівництву атомної електростанції на південному Уралі поблизу АЕС «Маяк». Маяк був фіксованою точкою, біля якої мали будувати атомну електростанцію. Атомна установка може здійснювати всі технологічні етапи від виробництва палива до переробки та обробки радіоактивних відходів, тому будівництво реакторів-розмножувачів типу БН-800 було доцільним. При будівництві трьох блоків проектувалась потужність 2400 МВт. Хоча атомні електростанції в Радянському Союзі представлялися західним країнам як престижні проекти, будівництво АЕС планувалося переважно таємно. Це було тому, що Озйорськ був закритим ядерним містом, а Маяк був важливим об’єктом з виробництва ядерної зброї. З 1984 року була побудована інфраструктура, включаючи допоміжні об’єкти опалення, теплопроводи, пожежну частину та соціальні об’єкти для працівників.
Будівництво самої електростанції та її першого блоку почалося 1 січня 1986 року. Однак у квітні 1986 року сталася аварія на Чорнобильській АЕС, і в 1987 році роботи були перервані. На цей час було завершено будівництво допоміжної інфраструктури та вирито котловани під комплекси обох енергоблоків. У листопаді 1990 року проект будівництва атомної електростанції на півдні Уралу був переданий на державну експертизу в експертну комісію Верховної Ради СРСР.
У 1991 році в місті Озьорськ відбувся референдум, на якому 61% виборців висловилися проти будівництва атомної електростанції.
У 1993 році будівництво АЕС було остаточно припинено, вже побудовані будівлі були занедбані, а станція приєдналася до ряду недобудованих АЕС часів СРСР.

### Плани реконструкції будівництва
На початку XXI століття на південному Уралі планувалося відновити будівництво атомної електростанції. Спочатку передбачалося, що електростанцію укомплектують трьома енергоблоками БН-800 за старим проектом. Тоді було вирішено повністю переглянути план. Новий план включав три реактори БН-1200. В останньому виданні від 9 червня 2017 року, яке охоплює період до 2035 року, кількість реакторів було зменшено до 1.

### Новий план
У серпні 2024 року уряд Росії оголосив, що два блоки БН-1200М на Південноуральській АЕС будуть введені в експлуатацію до 2038 і 2040 років відповідно в рамках програми будівництва нової АЕС.

## Інформація про реактори
| Реактор          | Тип реактора | Продуктивність | Продуктивність | Початок будівництва | Підключення до мережі | Введення в експлуатацію | Закриття |
| Реактор          | Тип реактора | Нетто          | Брутто         | Початок будівництва | Підключення до мережі | Введення в експлуатацію | Закриття |
| ---------------- | ------------ | -------------- | -------------- | ------------------- | --------------------- | ----------------------- | -------- |
| Південний Урал-1 | БН-1200М     |                | 1250 МВт       |                     | 2038                  |                         |          |
| Південний Урал-2 | БН-1200М     |                | 1250 МВт       |                     | 2040                  |                         |          |